# 東塞峰

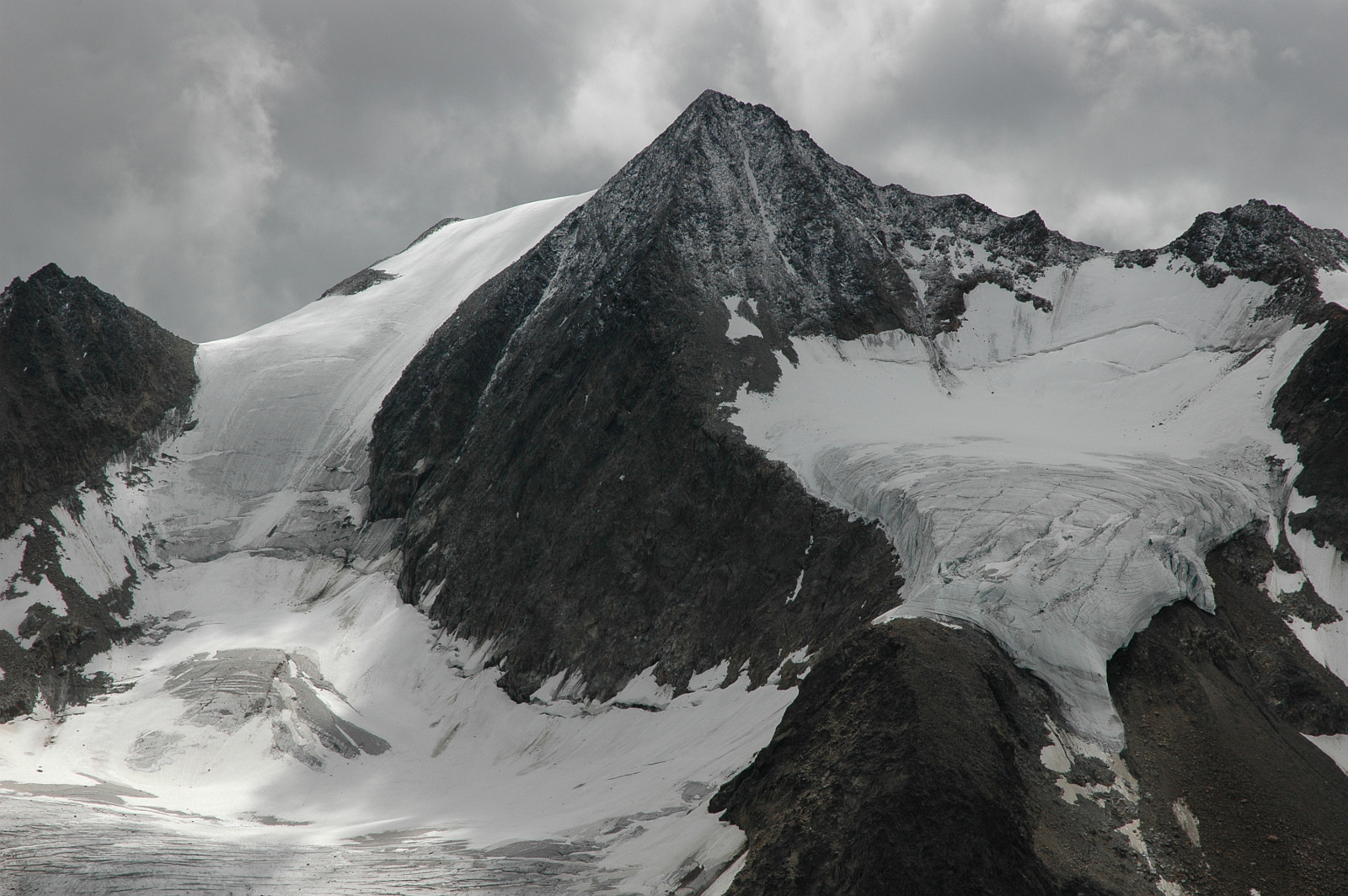

47°02′58″N 11°09′06″E / 47.04944°N 11.15167°E
東塞峰（德語：Östliche Seespitze），是奧地利的山峰，位於該國西部，由蒂羅爾州負責管轄，屬於斯圖拜阿爾卑斯山脈的一部分，海拔高度3,416米，人類首次在1863年登頂。